# Île Korovin
L'île Korovin (Tanĝanuk en aléoute) est une des îles Shumagin, située au sud-ouest de l'Alaska (États-Unis). L'île est très proche de l'île Popof, et se situe au niveau du détroit de Unga, qui sépare les îles Shumagin de la péninsule d'Alaska. Au sud-est se trouvent les îles Andronica et Nagai. L'île est inhabitée et a une superficie de 68 km².
Korovin a été nommée ainsi par les Russes, sans doute en l'honneur d'Ivan Korovin, un explorateur qui se rendit dans cette région en 1762. Le nom Korovin dérive du russe Korova signifiant "vache".
L'île a deux sommets. La partie occidentale est haute de 554 mètres, la partie orientale de 370 mètres. Entre ces deux parties de l'île on retrouve des marécages.
La partie la plus septentrionale se nomme Scotland Point. À un kilomètre de ce lieu se trouve la baie Grosvold, qui était un lieu d'ancrage des bateaux.